# ماکس کانتر
ماکس کانتر (انگلیسی: Max Kanter؛ زادهٔ ۲۲ اکتبر ۱۹۹۷ ‏(۲۷ سال)) دوچرخه‌سوار اهل آلمان است.
از باشگاه‌هایی که در آن بازی کرده‌است می‌توان به تیم سانوب اشاره کرد.